# Crepidopterus
Crepidopterus – rodzaj chrząszczy z rodziny biegaczowatych, podrodziny Scaritinae i plemienia Scaritini.

## Taksonomia
Rodzaj opisany w 1885 przez M. Chaudoira. W 1973 P. Basilewsky zaklasyfikował go do podplemienia Storthodontina. Obecnie zaliczany do podplemienia Scaritina.

## Występowanie
Wszystkie należące tu gatunki są endemitami Madagaskaru.

## Systematyka
Opisano dotychczas 13 gatunków z tego rodzaju:
- Crepidopterus arrowi (Banninger, 1934)
- Crepidopterus cordipennis Fairmaire, 1901
- Crepidopterus decorsei (Fairmaire, 1901)
- Crepidopterus descarpentriesi Basilewsky, 1972
- Crepidopterus geayi Jeannel, 1946
- Crepidopterus goudotii (Guérin-Méneville, 1832)
- Crepidopterus mahaboensis Basilewsky, 1976
- Crepidopterus meridionalis Basilewsky, 1973
- Crepidopterus morosus (Banninger, 1934)
- Crepidopterus pipitzii Fairmaire, 1884
- Crepidopterus seyrigi Alluaud, 1935
- Crepidopterus sublevipennis (Alluaud, 1930)
- Crepidopterus sublevis Jeannel, 1946